# Titanita
La titanita, o esfè (del grec sphenos (σφηνώ), que significa 'falca'), és un mineral silicat que conté titani, calci, silici i oxigen. També té traces de ferro i alumini. Normalment també té terres rares incloent ceri i itri. El calci pot ser substituït pel tori. Pertany i dona nom al grup de la titanita.

## Característiques
La titanita és un nesosilicat de fórmula química CaTi(SiO₄)O. Cristal·litza en el sistema monoclínic. La seva duresa a l'escala de Mohs és de 5 a 5,5.
Segons la classificació de Nickel-Strunz, la titanita pertany a «09.AG: Estructures de nesosilicats (tetraedres aïllats) amb anions addicionals; cations en coordinació > [6] +- [6]» juntament amb els següents minerals: abswurmbachita, braunita, neltnerita, braunita-II, långbanita, malayaïta, vanadomalayaïta, natrotitanita, cerita-(Ce), cerita-(La), aluminocerita-(Ce), trimounsita-(Y), yftisita-(Y), sitinakita, kittatinnyita, natisita, paranatisita, törnebohmita-(Ce), törnebohmita-(La), kuliokita-(Y), chantalita, mozartita, vuagnatita, hatrurita, jasmundita, afwillita, bultfonteinita, zoltaiïta i tranquillityita.

## Usos
La titanita és una font d'òxid de titani(IV), TiO₂, que es fa servir en pigments.
Té un excepcional poder de dispersió òptica (0.051, interval B a G).

## Formació i jaciments
La titanita és un mineral accessori comú que apareix en roques plutòniques intermèdies i fèlsiques, pegmatites, i filons alpins. També es pot trobar en gneis, esquists i alguns skarns; poc freqüentment és detrítica.
S'han trobat molts de jaciments de titanita arreu del món. Als territoris de parla catalana ha estat descrita a la Sèrra de Horno, una serra situada al municipi de Vielha e Mijaran (Vall d'Aran).